# Noël Riou
Pour les articles homonymes, voir Riou.
Noël Riou, né le 5 février 1898 à Plomelin et mort le 7 juillet 1964 à Fouesnant, est un militaire, policier, militant socialiste et résistant français, Compagnon de la Libération.

## Biographie

### Jeunesse et formation
Noël Riou naît le 5 février 1898 à Plomelin, dans le Finistère, d'un couple de cultivateurs.

### Première Guerre mondiale
Conscrit de la classe 1918, il est incorporé le 18 avril de cette année au 19e régiment d'infanterie où il fait ses classes avant de partir au front en septembre suivant au sein du 62e régiment d'infanterie avec lequel il prend part aux combats de Somme-Py,.

### Entre-Deux-Guerres
Après l'armistice du 11 novembre 1918, il bénéficie d'un congé de démobilisation mais est rappelé à l'activité en mai 1921 et participe à l'occupation de la Rhénanie dans les rangs du 65e régiment d'infanterie puis du 168e régiment d'infanterie. Définitivement démobilisé en juin 1921, il s'installe à Paris où il s'engage dans la Police municipale de Paris. Entré comme gardien de la paix, il gravit les échelons et s'implique dans la vie sociale de ses collègues en devenant secrétaire général du syndicat du personnel. Il est également militant de la Section française de l'Internationale ouvrière (SFIO).

### Seconde Guerre mondiale
Lors de la mobilisation de 1939, Noël Riou est affecté à la 111e section de munitions auto-portée et participe à la drôle de guerre. Par la suite, il ne prend pas part aux combats de la bataille de France, étant affecté au dépôt du train à Nantes. De retour à Paris après l'armistice du 22 juin 1940, Noël Riou s'implique dans la résistance. Profitant de sa position au sein de la police ainsi qu'à son appartenance à la loge maçonnique "Les zélés philanthropes", il établit de nombreux contacts et se lie avec un officier de l'Intelligence Service, le colonel Schort, à qui il fournit un grand nombre de documents importants concernant des déplacements de troupes allemandes, des informations d'état-major et des dispositions de la commission d'armistice,. Parallèlement, il organise un réseau d'évasion permettant à des officiers anglais et français de passer la ligne de démarcation et d'atteindre l'Espagne,. Le colonel Schort ayant été arrêté, Noël Riou poursuit son action en liaison avec un nouvel agent britannique, Gautier-Stighim, et prend en charge les premiers agents clandestins envoyés par Londres,. Officiellement engagé au sein de la France libre au mois d'octobre 1940, il intègre le réseau A.V.S.R avec le grade d'agent P2 (équivalent de Lieutenant-colonel),. Face au risque croissant d'arrestation, il quitte la police et se réfugie en Bretagne où il continue de fournir d'importantes informations politiques et militaires et où il établit un important réseau de communication entre Londres, la zone occupée, la zone libre et la zone militaire littorale,.
La Gestapo finit cependant par le localiser et, arrêté le 8 mai 1942, Noël Riou est enfermé à la prison de Fresnes,. Déporté vers l'Allemagne le 10 octobre 1942, il est interné au camp de concentration de Hinzert pendant un an avant d'être transféré à la prison de Wittlich,. En septembre 1944, il est envoyé au camp disciplinaire Rollwald à Rodgau d'où il est libéré par les troupes alliées le 26 mars 1945,.

### Après-Guerre
De retour en France, Noël Riou retrouve les rangs de la police municipale de Paris dont il devient le directeur-adjoint. Lorsqu'il prend sa retraite, il est directeur honoraire de la préfecture de police de Paris. Retraité actif, il est président de la section Sud-Finistère de l'association des français libres ainsi que secrétaire général de l'association départementale des déportés-résistants.
Noël Riou meurt le 7 juillet 1964 au hameau de Beg-Meil à Fouesnant où il est inhumé.

## Décorations
|  |  |  |
|  |  |  |

| Officier de la Légion d'Honneur            | Officier de la Légion d'Honneur            | Officier de la Légion d'Honneur            | Compagnon de la Libération Par décret du 12 juin 1945 | Compagnon de la Libération Par décret du 12 juin 1945 | Compagnon de la Libération Par décret du 12 juin 1945 | Croix de guerre 1939-1945 (France) Avec une palme | Croix de guerre 1939-1945 (France) Avec une palme | Croix de guerre 1939-1945 (France) Avec une palme |
| Officier de l'Ordre des Palmes académiques | Officier de l'Ordre des Palmes académiques | Officier de l'Ordre des Palmes académiques | Officier de l'Ordre du Mérite social                  | Officier de l'Ordre du Mérite social                  | Officier de l'Ordre du Mérite social                  | Médaille d'honneur de la Police nationale         | Médaille d'honneur de la Police nationale         | Médaille d'honneur de la Police nationale         |